# Galium espiniacicum
Galium espiniacicum är en måreväxtart som beskrevs av Lauramay Tinsley Dempster. Galium espiniacicum ingår i släktet måror, och familjen måreväxter. Inga underarter finns listade i Catalogue of Life.